# Påbo kapell
Påbo kapell är en dekonsekrerad kyrkobyggnad i Ulricehamns kommun. Kapellet tillhörde tidigare Åsundens församling i Skara stift.

## Kyrkobyggnad
Kapellet byggdes för att betjäna den norra delen av dåvarande Gällstads församling. Byggnaden har en stomme av trä och består av långhus med rakt avslutat kor i väster och torn i öster. Väster om koret finns en vidbyggd sakristia. 
Kapellet dekonsekrerades i augusti 2013 och är nu i privat ägo.